# Danh sách tiểu hành tinh: 17301–17400
| Tên                    | Tên đầu tiên | Ngày phát hiện       | Nơi phát hiện       | Người phát hiện                                        |
| ---------------------- | ------------ | -------------------- | ------------------- | ------------------------------------------------------ |
| 17301 -                | 4609 P-L     | 24 tháng 9 năm 1960  | Palomar             | C. J. van Houten, I. van Houten-Groeneveld, T. Gehrels |
| 17302 -                | 4610 P-L     | 24 tháng 9 năm 1960  | Palomar             | C. J. van Houten, I. van Houten-Groeneveld, T. Gehrels |
| 17303 -                | 4629 P-L     | 24 tháng 9 năm 1960  | Palomar             | C. J. van Houten, I. van Houten-Groeneveld, T. Gehrels |
| 17304 -                | 4637 P-L     | 24 tháng 9 năm 1960  | Palomar             | C. J. van Houten, I. van Houten-Groeneveld, T. Gehrels |
| 17305 Caniff           | 4652 P-L     | 24 tháng 9 năm 1960  | Palomar             | C. J. van Houten, I. van Houten-Groeneveld, T. Gehrels |
| 17306 -                | 4865 P-L     | 24 tháng 9 năm 1960  | Palomar             | C. J. van Houten, I. van Houten-Groeneveld, T. Gehrels |
| 17307 -                | 4895 P-L     | 24 tháng 9 năm 1960  | Palomar             | C. J. van Houten, I. van Houten-Groeneveld, T. Gehrels |
| 17308 -                | 6079 P-L     | 24 tháng 9 năm 1960  | Palomar             | C. J. van Houten, I. van Houten-Groeneveld, T. Gehrels |
| 17309 -                | 6528 P-L     | 24 tháng 9 năm 1960  | Palomar             | C. J. van Houten, I. van Houten-Groeneveld, T. Gehrels |
| 17310 -                | 6574 P-L     | 24 tháng 9 năm 1960  | Palomar             | C. J. van Houten, I. van Houten-Groeneveld, T. Gehrels |
| 17311 -                | 6584 P-L     | 24 tháng 9 năm 1960  | Palomar             | C. J. van Houten, I. van Houten-Groeneveld, T. Gehrels |
| 17312 -                | 7622 P-L     | 22 tháng 10 năm 1960 | Palomar             | C. J. van Houten, I. van Houten-Groeneveld, T. Gehrels |
| 17313 -                | 9542 P-L     | 17 tháng 10 năm 1960 | Palomar             | C. J. van Houten, I. van Houten-Groeneveld, T. Gehrels |
| 17314 Aisakos          | 1024 T-1     | 25 tháng 3 năm 1971  | Palomar             | C. J. van Houten, I. van Houten-Groeneveld, T. Gehrels |
| 17315 -                | 1089 T-1     | 25 tháng 3 năm 1971  | Palomar             | C. J. van Houten, I. van Houten-Groeneveld, T. Gehrels |
| 17316 -                | 1198 T-1     | 25 tháng 3 năm 1971  | Palomar             | C. J. van Houten, I. van Houten-Groeneveld, T. Gehrels |
| 17317 -                | 1208 T-1     | 25 tháng 3 năm 1971  | Palomar             | C. J. van Houten, I. van Houten-Groeneveld, T. Gehrels |
| 17318 -                | 2091 T-1     | 25 tháng 3 năm 1971  | Palomar             | C. J. van Houten, I. van Houten-Groeneveld, T. Gehrels |
| 17319 -                | 3078 T-1     | 26 tháng 3 năm 1971  | Palomar             | C. J. van Houten, I. van Houten-Groeneveld, T. Gehrels |
| 17320 -                | 3182 T-1     | 26 tháng 3 năm 1971  | Palomar             | C. J. van Houten, I. van Houten-Groeneveld, T. Gehrels |
| 17321 -                | 3188 T-1     | 26 tháng 3 năm 1971  | Palomar             | C. J. van Houten, I. van Houten-Groeneveld, T. Gehrels |
| 17322 -                | 3274 T-1     | 26 tháng 3 năm 1971  | Palomar             | C. J. van Houten, I. van Houten-Groeneveld, T. Gehrels |
| 17323 -                | 3284 T-1     | 26 tháng 3 năm 1971  | Palomar             | C. J. van Houten, I. van Houten-Groeneveld, T. Gehrels |
| 17324 -                | 3292 T-1     | 26 tháng 3 năm 1971  | Palomar             | C. J. van Houten, I. van Houten-Groeneveld, T. Gehrels |
| 17325 -                | 3300 T-1     | 26 tháng 3 năm 1971  | Palomar             | C. J. van Houten, I. van Houten-Groeneveld, T. Gehrels |
| 17326 -                | 4023 T-1     | 26 tháng 3 năm 1971  | Palomar             | C. J. van Houten, I. van Houten-Groeneveld, T. Gehrels |
| 17327 -                | 4155 T-1     | 26 tháng 3 năm 1971  | Palomar             | C. J. van Houten, I. van Houten-Groeneveld, T. Gehrels |
| 17328 -                | 1176 T-2     | 29 tháng 9 năm 1973  | Palomar             | C. J. van Houten, I. van Houten-Groeneveld, T. Gehrels |
| 17329 -                | 1277 T-2     | 29 tháng 9 năm 1973  | Palomar             | C. J. van Houten, I. van Houten-Groeneveld, T. Gehrels |
| 17330 -                | 1358 T-2     | 29 tháng 9 năm 1973  | Palomar             | C. J. van Houten, I. van Houten-Groeneveld, T. Gehrels |
| 17331 -                | 2056 T-2     | 29 tháng 9 năm 1973  | Palomar             | C. J. van Houten, I. van Houten-Groeneveld, T. Gehrels |
| 17332 -                | 2120 T-2     | 29 tháng 9 năm 1973  | Palomar             | C. J. van Houten, I. van Houten-Groeneveld, T. Gehrels |
| 17333 -                | 2174 T-2     | 29 tháng 9 năm 1973  | Palomar             | C. J. van Houten, I. van Houten-Groeneveld, T. Gehrels |
| 17334 -                | 2275 T-2     | 29 tháng 9 năm 1973  | Palomar             | C. J. van Houten, I. van Houten-Groeneveld, T. Gehrels |
| 17335 -                | 2281 T-2     | 29 tháng 9 năm 1973  | Palomar             | C. J. van Houten, I. van Houten-Groeneveld, T. Gehrels |
| 17336 -                | 3193 T-2     | 30 tháng 9 năm 1973  | Palomar             | C. J. van Houten, I. van Houten-Groeneveld, T. Gehrels |
| 17337 -                | 3198 T-2     | 30 tháng 9 năm 1973  | Palomar             | C. J. van Houten, I. van Houten-Groeneveld, T. Gehrels |
| 17338 -                | 3212 T-2     | 30 tháng 9 năm 1973  | Palomar             | C. J. van Houten, I. van Houten-Groeneveld, T. Gehrels |
| 17339 -                | 4060 T-2     | 29 tháng 9 năm 1973  | Palomar             | C. J. van Houten, I. van Houten-Groeneveld, T. Gehrels |
| 17340 -                | 4096 T-2     | 29 tháng 9 năm 1973  | Palomar             | C. J. van Houten, I. van Houten-Groeneveld, T. Gehrels |
| 17341 -                | 4120 T-2     | 29 tháng 9 năm 1973  | Palomar             | C. J. van Houten, I. van Houten-Groeneveld, T. Gehrels |
| 17342 -                | 5185 T-2     | 25 tháng 9 năm 1973  | Palomar             | C. J. van Houten, I. van Houten-Groeneveld, T. Gehrels |
| 17343 -                | 1111 T-3     | 17 tháng 10 năm 1977 | Palomar             | C. J. van Houten, I. van Houten-Groeneveld, T. Gehrels |
| 17344 -                | 1120 T-3     | 17 tháng 10 năm 1977 | Palomar             | C. J. van Houten, I. van Houten-Groeneveld, T. Gehrels |
| 17345 -                | 2216 T-3     | 16 tháng 10 năm 1977 | Palomar             | C. J. van Houten, I. van Houten-Groeneveld, T. Gehrels |
| 17346 -                | 2395 T-3     | 16 tháng 10 năm 1977 | Palomar             | C. J. van Houten, I. van Houten-Groeneveld, T. Gehrels |
| 17347 -                | 3449 T-3     | 16 tháng 10 năm 1977 | Palomar             | C. J. van Houten, I. van Houten-Groeneveld, T. Gehrels |
| 17348 -                | 4166 T-3     | 16 tháng 10 năm 1977 | Palomar             | C. J. van Houten, I. van Houten-Groeneveld, T. Gehrels |
| 17349 -                | 4353 T-3     | 16 tháng 10 năm 1977 | Palomar             | C. J. van Houten, I. van Houten-Groeneveld, T. Gehrels |
| 17350 -                | 1968 OJ      | 18 tháng 7 năm 1968  | Cerro El Roble      | C. Torres, S. Cofre                                    |
| 17351 Pheidippos       | 1973 SV      | 19 tháng 9 năm 1973  | Palomar             | C. J. van Houten, I. van Houten-Groeneveld, T. Gehrels |
| 17352 -                | 1975 SG1     | 30 tháng 9 năm 1975  | Palomar             | S. J. Bus                                              |
| 17353 -                | 1975 TE      | 10 tháng 10 năm 1975 | Anderson Mesa       | H. L. Giclas                                           |
| 17354 Matrosov         | 1977 EU1     | 13 tháng 3 năm 1977  | Nauchnij            | N. S. Chernykh                                         |
| 17355 -                | 1978 NK      | 10 tháng 7 năm 1978  | Palomar             | E. F. Helin, E. M. Shoemaker                           |
| 17356 Vityazev         | 1978 PG4     | 9 tháng 8 năm 1978   | Nauchnij            | N. S. Chernykh                                         |
| 17357 -                | 1978 QH3     | 23 tháng 8 năm 1978  | Mount Stromlo       | G. DeSanctis, V. Zappalà                               |
| 17358 Lozino-Lozinskij | 1978 SU4     | 27 tháng 9 năm 1978  | Nauchnij            | L. I. Chernykh                                         |
| 17359 -                | 1978 UP4     | 27 tháng 10 năm 1978 | Palomar             | C. M. Olmstead                                         |
| 17360 -                | 1978 UX5     | 27 tháng 10 năm 1978 | Palomar             | C. M. Olmstead                                         |
| 17361 -                | 1978 UF7     | 27 tháng 10 năm 1978 | Palomar             | C. M. Olmstead                                         |
| 17362 -                | 1978 UT7     | 27 tháng 10 năm 1978 | Palomar             | C. M. Olmstead                                         |
| 17363 -                | 1978 VF3     | 7 tháng 11 năm 1978  | Palomar             | E. F. Helin, S. J. Bus                                 |
| 17364 -                | 1978 VR10    | 7 tháng 11 năm 1978  | Palomar             | E. F. Helin, S. J. Bus                                 |
| 17365 -                | 1978 VF11    | 7 tháng 11 năm 1978  | Palomar             | E. F. Helin, S. J. Bus                                 |
| 17366 -                | 1979 OV4     | 24 tháng 7 năm 1979  | Palomar             | S. J. Bus                                              |
| 17367 -                | 1979 OU11    | 26 tháng 7 năm 1979  | Palomar             | S. J. Bus                                              |
| 17368 -                | 1979 QV1     | 22 tháng 8 năm 1979  | La Silla            | C.-I. Lagerkvist                                       |
| 17369 -                | 1979 QR2     | 22 tháng 8 năm 1979  | La Silla            | C.-I. Lagerkvist                                       |
| 17370 -                | 1980 CJ      | 13 tháng 2 năm 1980  | Harvard Observatory | Harvard Observatory                                    |
| 17371 -                | 1981 DT      | 28 tháng 2 năm 1981  | Siding Spring       | S. J. Bus                                              |
| 17372 -                | 1981 DV      | 28 tháng 2 năm 1981  | Siding Spring       | S. J. Bus                                              |
| 17373 -                | 1981 EQ3     | 2 tháng 3 năm 1981   | Siding Spring       | S. J. Bus                                              |
| 17374 -                | 1981 EF4     | 2 tháng 3 năm 1981   | Siding Spring       | S. J. Bus                                              |
| 17375 -                | 1981 EJ4     | 2 tháng 3 năm 1981   | Siding Spring       | S. J. Bus                                              |
| 17376 -                | 1981 EQ4     | 2 tháng 3 năm 1981   | Siding Spring       | S. J. Bus                                              |
| 17377 -                | 1981 EF5     | 2 tháng 3 năm 1981   | Siding Spring       | S. J. Bus                                              |
| 17378 -                | 1981 EM5     | 2 tháng 3 năm 1981   | Siding Spring       | S. J. Bus                                              |
| 17379 -                | 1981 ED8     | 1 tháng 3 năm 1981   | Siding Spring       | S. J. Bus                                              |
| 17380 -                | 1981 EB10    | 1 tháng 3 năm 1981   | Siding Spring       | S. J. Bus                                              |
| 17381 -                | 1981 EC11    | 1 tháng 3 năm 1981   | Siding Spring       | S. J. Bus                                              |
| 17382 -                | 1981 EH11    | 1 tháng 3 năm 1981   | Siding Spring       | S. J. Bus                                              |
| 17383 -                | 1981 EE12    | 1 tháng 3 năm 1981   | Siding Spring       | S. J. Bus                                              |
| 17384 -                | 1981 EM12    | 1 tháng 3 năm 1981   | Siding Spring       | S. J. Bus                                              |
| 17385 -                | 1981 EU13    | 1 tháng 3 năm 1981   | Siding Spring       | S. J. Bus                                              |
| 17386 -                | 1981 EA23    | 2 tháng 3 năm 1981   | Siding Spring       | S. J. Bus                                              |
| 17387 -                | 1981 EV23    | 3 tháng 3 năm 1981   | Siding Spring       | S. J. Bus                                              |
| 17388 -                | 1981 EZ24    | 2 tháng 3 năm 1981   | Siding Spring       | S. J. Bus                                              |
| 17389 -                | 1981 EN30    | 2 tháng 3 năm 1981   | Siding Spring       | S. J. Bus                                              |
| 17390 -                | 1981 EZ37    | 1 tháng 3 năm 1981   | Siding Spring       | S. J. Bus                                              |
| 17391 -                | 1981 EK39    | 2 tháng 3 năm 1981   | Siding Spring       | S. J. Bus                                              |
| 17392 -                | 1981 EY40    | 2 tháng 3 năm 1981   | Siding Spring       | S. J. Bus                                              |
| 17393 -                | 1981 EA41    | 2 tháng 3 năm 1981   | Siding Spring       | S. J. Bus                                              |
| 17394 -                | 1981 ER42    | 2 tháng 3 năm 1981   | Siding Spring       | S. J. Bus                                              |
| 17395 -                | 1981 EA44    | 6 tháng 3 năm 1981   | Siding Spring       | S. J. Bus                                              |
| 17396 -                | 1981 EK45    | 1 tháng 3 năm 1981   | Siding Spring       | S. J. Bus                                              |
| 17397 -                | 1981 EF48    | 6 tháng 3 năm 1981   | Siding Spring       | S. J. Bus                                              |
| 17398 -                | 1982 UR2     | 20 tháng 10 năm 1982 | Kitt Peak           | G. Aldering                                            |
| 17399 Andysanto        | 1983 RL      | 6 tháng 9 năm 1983   | Palomar             | C. S. Shoemaker, E. M. Shoemaker                       |
| 17400 -                | 1985 PL1     | 13 tháng 8 năm 1985  | Harvard Observatory | Oak Ridge Observatory                                  |